# 高渊
高渊，是马来西亚槟城州威南縣最南端，同时也是威省境内第三大的市镇。南有巴里文打，东有万拉峇鲁。

## 名称
高渊的马来文名为Nibong Tebal，意为「茂密的櫚檬树」。櫚檬树（学名：Oncosperma tigillarium）是一种棕榈树，据当地耆老说，高渊在建设火车站前完全是茂密的棕榈树，故而得名。
高渊的中文名称，可追溯到晚清《槟榔屿游记》（小方壶斋舆地丛钞本）记载：「过海一带英之属境，统归屿辖。共设公堂五：一在北海、一在笨仔牙、一在高淹、一在大山脚、一在武吉淡门」。「高淹」即为高渊。
至于「高渊」地名的由来有多种说法。民间有说或许是高渊开埠时常淹水，故先辈取名「搁淹」（閩南語白話字：koh-im），之后再雅化为「高渊」（閩南語白話字：ko-ian）。还有一种说法是「高渊」源自当年一位名「高远」的官员，久而久之演变成「高渊」。
实际上，根据海峡殖民地槟城最高法院的中文通译Lo Man Yuk在1900年发表的〈槟城中文街名〉，Nibong Tebal的汉字记为「高渊」，福建话标音ko-ien，客家话标音kow yen，並且注明是来自于Krian。Krian是流经当地的河流名，现今译为「吉辇」。

## 历史

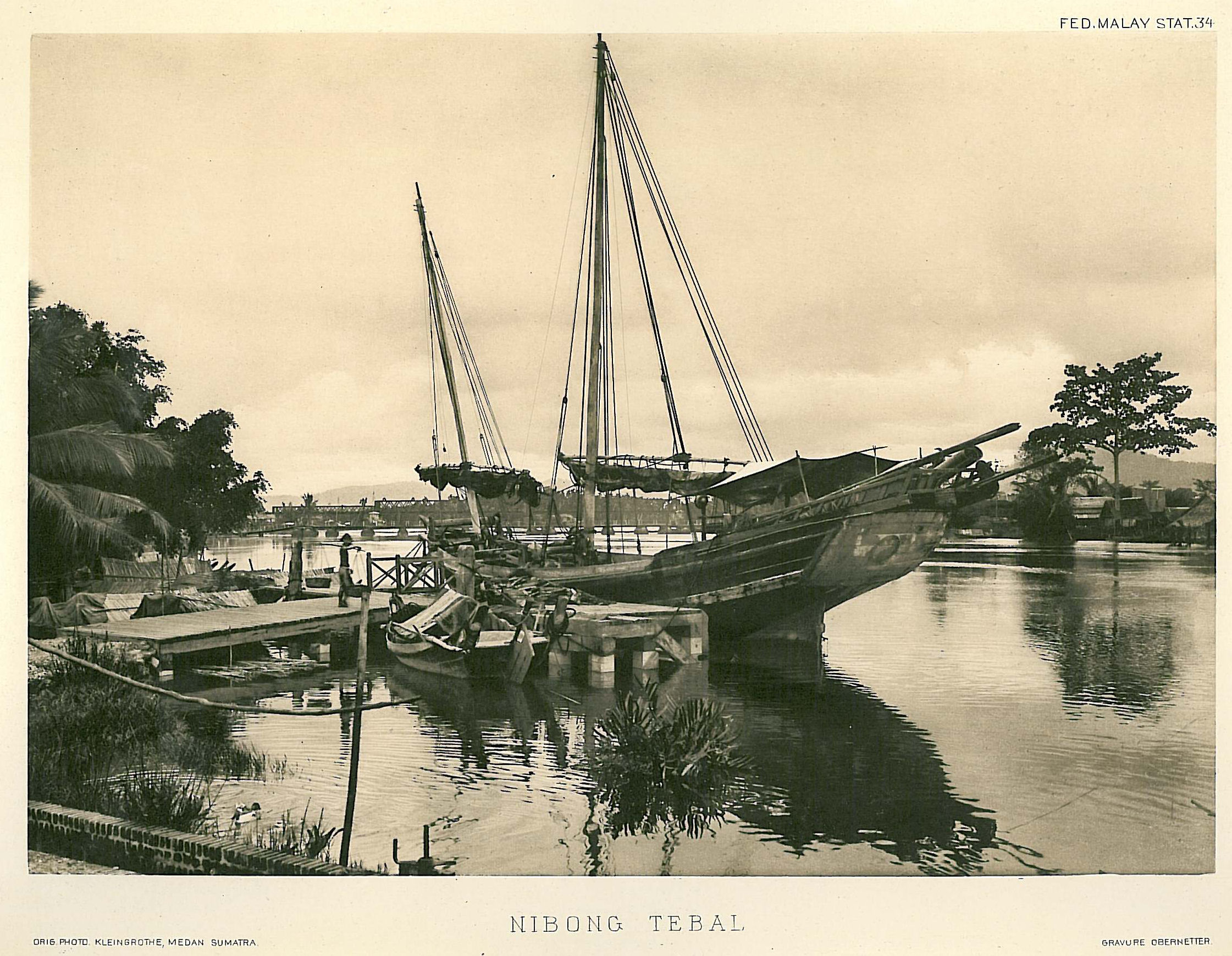
1907年的高渊，由德國攝影師Charles J. Kleingrothe拍攝

高渊以前被称为“高兴港”。高渊的历史悠久，在1900年，高渊就有人居住，并定居在吉辇河（Sungai Kerian）两岸。

## 人口
高渊人口以潮州族为主，还有一些民族为福建族/泉漳族。

## 地形
高渊地形平缓，较少高地。东边地势较高，西边地势较平缓，适合发展。区内有一座州立公园（武吉班卓州公园）。

## 经济
高渊的经济以渔业为主。高渊的渔业可说是马来西亚最大的。高渊是拥有马来西亚最多的养鱼场，高渊也是一个建于港口的地方，故称高渊。高渊港口（Sungai Udang）建于河岸，使许多渔民出售鱼的地方。近年来，由于捕鱼业受到槟城二桥的工程所影响，使得捕鱼数量逐年减少。因此，许多商人渐渐转向投资海上养殖业，造成养殖地区爆满，所以需要要有一个全面的方案，解决海上养殖业的问题。此外，高渊的农业也较发达，周围有大片的油棕园、椰子园和甘蔗园，后两个自开埠以来便开始由华人种植。高渊还有些服务业、制造业、汽车业等等。位于武吉班卓的佳运工业园则是高渊的主要工业区，制造了许多就业机会，许多工厂都设立在这里。

## 教育
此区有三间小学、四间中学，而大部分华裔学生都就读于培德华小。

### 学校
- 高渊培德国民型华文小学（SJKC Pai Teik）
- 绍佳娜英达国民小学（SK Saujana Indah）
- 美以美国民小学（SK Rendah Methodist）
- 威南日新国民型华文中学（SMJK Jit Sin II SPS）
- 高渊东姑阿都拉曼国民中学（SMK Tunku Abdul Rahman）
- 美以美国民中学（SMK Methodist）
- 斯里尼蒙国民中学（SMK Seri Nibong）
- 绍佳娜英达国民中学（SMK Saujana Indah）

### 高等学府USM

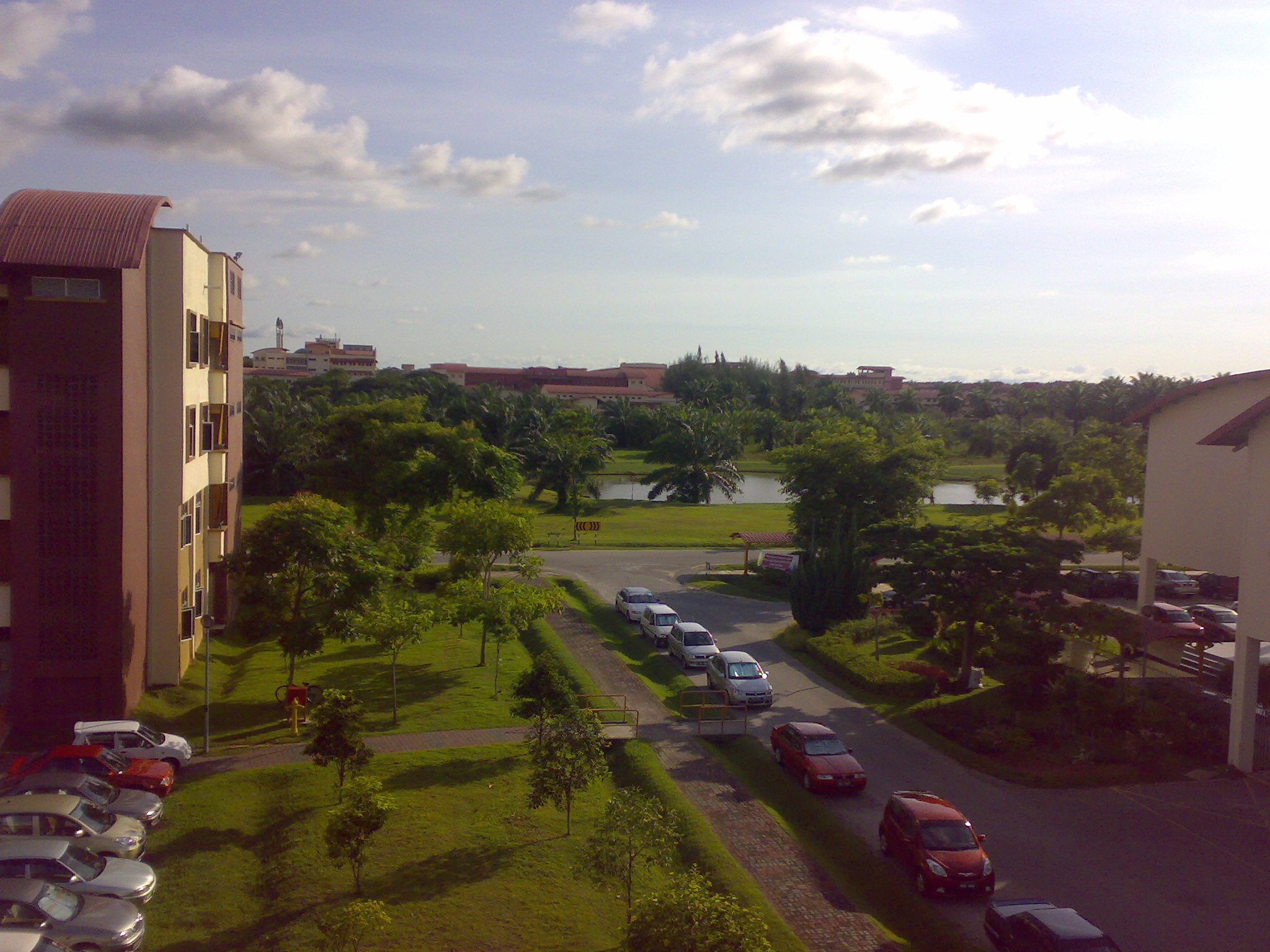
理大工程系校区

马来西亚著名大学－马来西亚理科大学的工程系分校就位于此，而其坐落于浮桥头（Transkrian，位于槟城霹雳边界）。

## 基建
高渊拥有良好的基建，在高渊卫星市有一所诊所，方便附近的居民来看诊。此外，成功花园里设有高渊最大的高渊巴刹，并在近年来进行翻新，售卖商品多样化。此外，横跨高渊市中心的火车站也是高渊繁荣的强心剂，但已被电气化的高渊站取代为当地居民提供服务。

## 陆地交通
高渊有良好的交通网，汽车可以自由往来。高渊没有飞机场，但可通过高速工具，或槟城二桥，可以轻易抵达高渊。高渊地处一个十分良好的地段，北上有大山脚、乔治市等城市，南下则能够抵达太平、怡保、吉隆坡等大型城市。如今，「檳島南部」已建設一座大橋，與對岸的威省連接（此座東南亞最長的橋是由馬來西亞與中華人民共和國共同出資興建）。现在，人们可以更快的从槟岛抵达高渊，也可通过马来亚铁道通勤铁路(KTM Komuter)的高渊火车站抵达这里。

## 社会与文化
每年，高渊会举办一年一度的盂兰胜会。每逢这个时候，高渊有几个花园都会举办这一个盛事，热闹非凡。

## 景点

### 大伯公庙
高渊有一个大伯公庙，历史悠久，是游客必有的其中一个地方。大伯公庙由一个小庙宇变成如此庞大的庙，实在堪称奇迹。

### 观赏萤火虫
高渊还有观赏萤火虫的地方。只要乘船去高渊港口大约一公里外河边，就能观赏萤火虫了。但是，游客在观赏萤火虫时必须安静，以免吓走萤火虫。

### 高渊大街
高渊大街是高渊重要的道路。它可衔接至多个地方。高渊大街大约1公里。中间一排的路灯，造型独特。此外高渊大街附近的戏院巷（Lorong Siong）和十间厝巷的培德校友会也设有历史文物馆，也是文化老街推介区。

### 高渊卫星市
高渊卫星市是高渊其中一个花园，素有好吃街以及 “高渊夜市场" 之名称。高渊卫星市設有数家饮食中心，夜晚时十分热闹，提供多种食物选择。每逢星期日晚上，卫星市都会有华人夜市（Pasar Malam），主要由当地华人经营。

### 百货公司
高渊一座百货公司——华达（YAWATA），是高渊最大的百货公司，前方有许多档口。
【C mart Supermarket】
是最新的百货超市，

## 花园住宅区
- Taman Seri Pancur
- Taman Pancur Permai
- Taman Bukit Panchor
- Taman Pekaka（柏卡卡花园）
- Taman Ilmu
- Taman Minamah
- Taman Nibong Tebal Jaya
- Taman Seri Nibong
- Taman Sentosa（安乐花园/圣淘沙花园）
- Taman Berjaya（成功花园）
- Taman Bersatu（团结园）
- Taman Helang Jaya（老鹰园）
- Taman Seri Bayu（鸿运园）
- Taman Cenderawasih（华盛园）
- Taman Penting
- Taman Sempadan（市边园）
- Taman Seri Emas
- Taman Merbok
- 东海园
- 庆丰园
- 金玉园
- 槟华园
- 石宝花园
- Taman Bistari
- Taman Seri Bistari（礼园）
- Taman Seri Permai（斯里柏迈花园）
- Taman Villa Indah（威利苑）
- Taman Nuri
- Taman Belatuk（美德花园）
- Taman Tekukur Indah
- Taman Panchor Mutiara
- Taman Cowin
- Taman Veerapen
- Taman Permai（平安园）
- Taman Sintar Indah
- Taman Camar Jaya（高帝园）
- Taman Residensi Panchor